# Abbaye Saint-Paul de Wisques
Pour les articles homonymes, voir Abbaye Saint-Paul et Saint-Paul.
L'abbaye Saint-Paul est une abbaye bénédictine sise à Wisques, dans le département du Pas-de-Calais (France). Fondée en 1889 elle est affiliée à la branche masculine de la congrégation de Solesmes au sein de la confédération bénédictine.

## Histoire
L'abbaye a été fondée en 1889, lorsque des bénédictins de Solesmes suivent l'abbaye Notre-Dame de Wisques qui venait d'être ouverte par les moniales de Sainte-Cécile de Solesmes, pour les servir comme chapelains. Le petit château en face du cimetière leur sert d'abord de logement: il est érigé en prieuré en 1894. Ils s'installent plus tard au grand château, qu'ils aménagèrent en monastère.

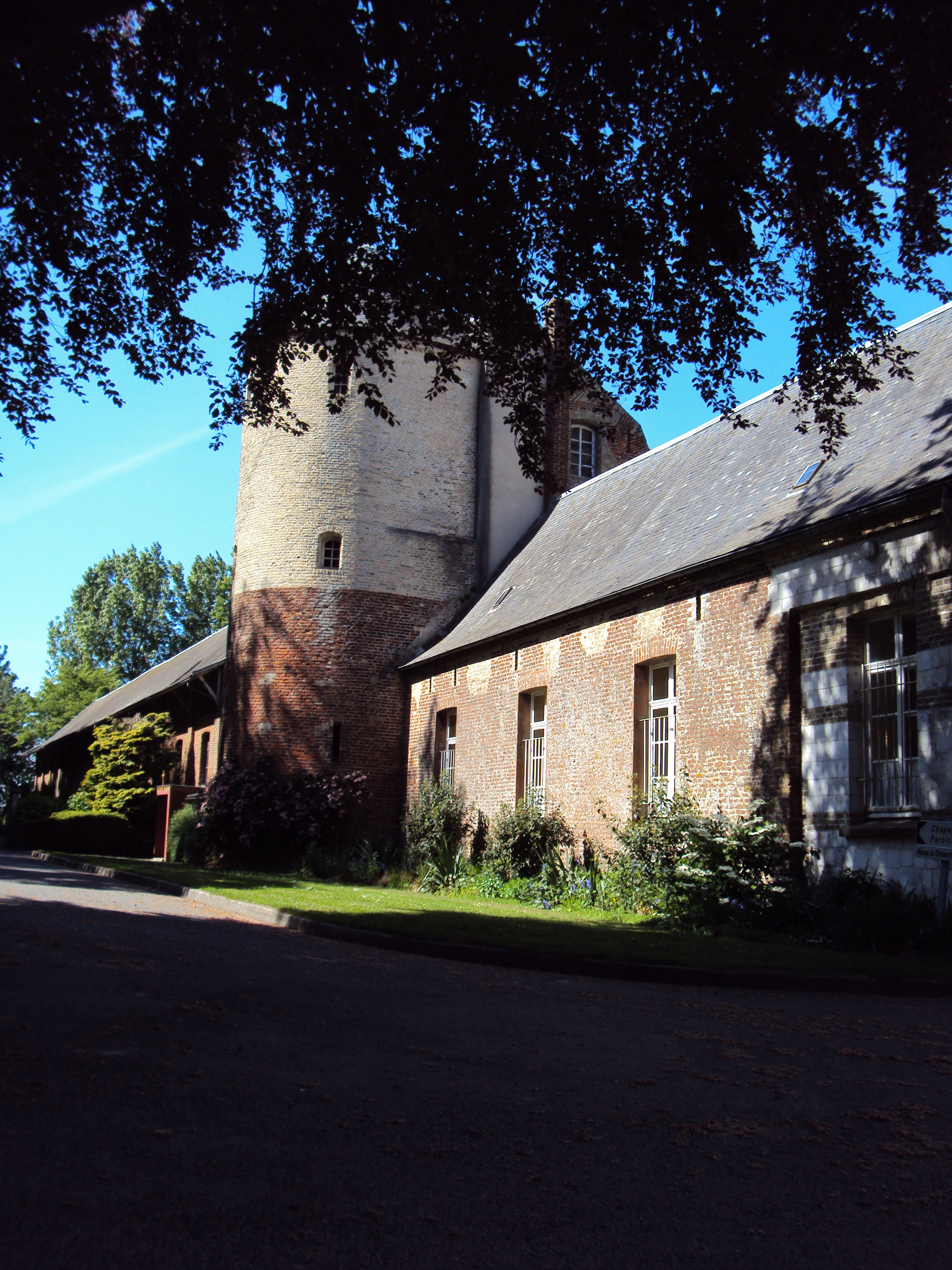
Aile est de l'abbaye.

Les moines quittèrent la France à la suite de la loi de 1901 et se replièrent aux Pays-Bas, où ils fondèrent l'abbaye Saint-Paul d'Oosterhout. Ils obtinrent la permission de rentrer en France en 1920 après la Première Guerre mondiale, au cours de laquelle leur communauté paya un lourd tribut. Les bâtiments actuels de brique furent alors construits, puis agrandis sous la direction de Dom Bellot, assisté de Joseph Philippe qui sera son disciple et successeur. 
Durant la Seconde Guerre mondiale, certains moines furent faits prisonniers en 1940 ; tous retrouvèrent l'abbaye en 1945.
L'abbaye fut ensuite agrandie, la chapelle des moines construite en 1957 et une nouvelle hôtellerie en 1968.
Les moines reçoivent pour des retraites spirituelles et sont fidèles à la règle de Saint-Benoît qui leur enjoint : Ora et labora.
Le 22 mai 1989, la police investit l'abbaye, à la recherche de Paul Touvier, sans qu'y soient trouvées de traces du collaborateur criminel. Le père-abbé, Dom Gérard Lafond, est toutefois impliqué dans le soutien au milicien d'extrême-droite.
En avril 2009, à la suite de la mort brutale du père-abbé de Saint-Paul de Wisques, Dom Jacques Lubrez, Dom Armand Sauvaget a été nommé à l'abbaye pour remplir les fonctions de prieur-administrateur, par le père-abbé de l'abbaye fondatrice, l'abbé de l'abbaye Saint-Pierre de Solesmes. Il était jusqu'à présent le cellérier de l'abbaye de Keur Moussa au Sénégal.
L'abbaye était menacée de disparaître, puisqu'elle n'avait plus de novices depuis vingt-cinq ans et ne comptait plus que quatorze moines âgés (moyenne d'âge 72 ans en 2010, le plus âgé ayant 91 ans). Voir mourir cette abbaye ne « pouvait laisser indifférents les moines de Fontgombault » et elle voit donc ses effectifs s'enrichir en octobre 2013 avec l'arrivée de treize moines de l'abbaye Notre-Dame de Fontgombault,. Le 10 octobre était un jour distingué dans l'histoire de ce monastère. Autour de Mgr Jean-Paul Jaeger, évêque d'Arras, une messe fut concélébrée et assistée par tous les anciens moines, restants et partants, ainsi que les refondateurs arrivés la veille. À compter du 11 octobre l'abbaye adopte les rites et coutumes de Fontgombault, y compris la célébration de la forme extraordinaire du rite romain.
Le Père Guilluy (1911-2008) bénédictin de Saint-Paul de Wisques à partir de 1935 est le fondateur d'une congrégation monastique ayant pour spécificité d'accueillir parmi des moines en bonne santé des moines handicapés ou victimes de grave dépression, dont beaucoup restent suivis par des psychologues ou des psychiatres (Congrégation Notre-Dame d'Espérance).
L'abbaye a été inscrite monument historique par arrêté du 7 octobre 2013 puis classée par arrêté du 28 février 2014,.

## Liste des Pères abbés
- 1910-1928, Dom Jean de Puniet, élu Abbé lors de l'exil à Oosterhout, n'a pas résidé à Wisques, décédé à Oosterhout en 1941
- 1928-1960, Dom Augustin Savaton, premier Abbé élu à Wisques, décédé en 1965, enterré sous le campanile de l'abbaye
- 1960-1985, Dom Jean Gaillard,
- 1985-2005, Dom Gérard Lafond (décédé en octobre 2010[12]), originaire de l'abbaye de Saint Wandrille[13],
- 2005-2009, Dom Jacques Lubrez (décédé en avril 2009[14]),
  - 2009-2013, Dom Armand Sauvaget, moine de l'abbaye de Keur Moussa au Sénégal, nommé prieur administrateur par Dom Philippe Dupont, abbé de Saint-Pierre de Solesmes
  - 2013-2016, Dom Jean Pateau, abbé de l'abbaye Notre-Dame de Fontgombault, nommé administrateur par Dom Philippe Dupont, abbé de Saint-Pierre de Solesmes à l'occasion de l'arrivée des moines de Fontgombault ;
- 2016-2021, Dom Philippe de Montauzan,
- Depuis 2021, Dom Damien Thévenin, d'abord prieur administrateur, puis élu abbé le 21 mars 2023. Il a reçu sa bénédiction abbatiale, le 31 mai 2023, en la cathédrale de Saint-Omer par l'évêque d'Arras monseigneur Olivier Leborgne[15].